# Coppa Continentale 2013-2014 (hockey su pista)
La Coppa Continentale 2013-2014 è stata la 33ª edizione (la sedicesima con la denominazione Coppa Continentale) dell'omonima competizione europea di hockey su pista. Alla manifestazione hanno partecipato i portoghesi del Benfica, vincitori dell'Eurolega 2012-2013, e gli spagnoli del Vendrell, vincitori della Coppa CERS 2012-2013.
A conquistare il trofeo è stato il Benfica al secondo successo nella sua storia.

## Squadre partecipanti
| Club     | Qualificazione             | Partecipazioni precedenti (il grassetto indica la vittoria) |
| -------- | -------------------------- | ----------------------------------------------------------- |
| Benfica  | Detentore dell'Eurolega    | 2011-2012                                                   |
| Vendrell | Detentore della Coppa CERS | Esordiente                                                  |

## Risultati
| Squadra 1 | Totale | Squadra 2 | Andata | Ritorno |
| --------- | ------ | --------- | ------ | ------- |
| Vendrell  | 3 - 10 | Benfica   | 3 - 5  | 0 - 5   |

| El Vendrell 19 ottobre 2013 Finale di andata | Vendrell | 3 – 5 | Benfica | Pavelló Municipal |

| Lisbona 2 novembre 2013 Finale di ritorno | Benfica | 5 – 0 | Vendrell | Pavilhão da Luz Nº 1 |